# Barbara Broekman
Barbara Broekman (Amsterdam, 4 november 1955) is een Nederlands beeldend kunstenaar.

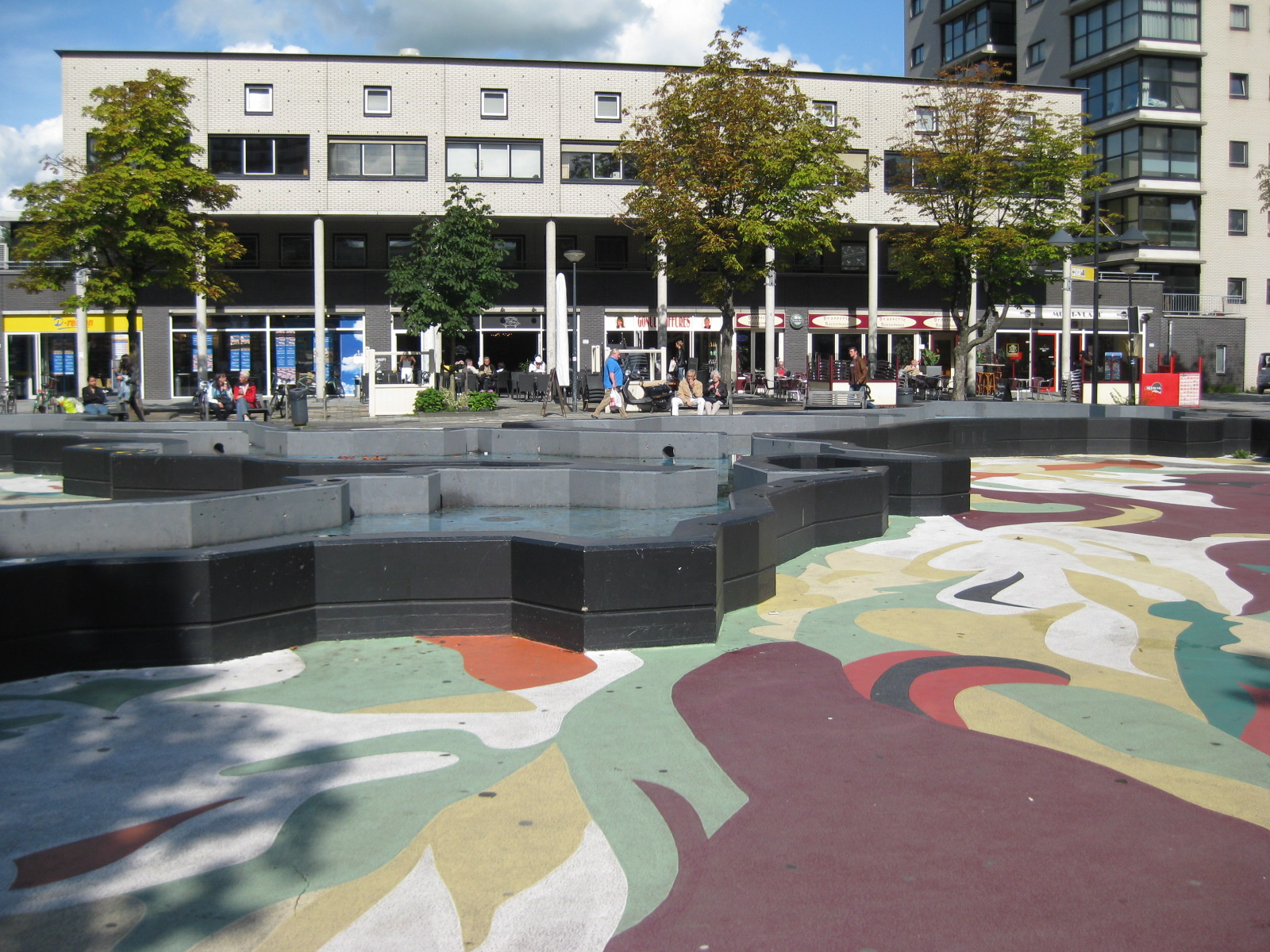
Het Buikslotermeerplein in Amsterdam

Broekman is sinds 1982 actief als kunstenares. Ze volgde de specialisatie textiel op de Gerrit Rietveld Academie en het "Master of Arts"-programma aan het California College of the Arts in Berkeley (Verenigde Staten). De basis voor haar werk is altijd textiel. Voor de uitvoering ervan werkt ze vaak samen met bedrijven in Spanje, India, China en Polen die zich hebben gespecialiseerd in ambachtelijke technieken. 
Het werk van Broekman is vertegenwoordigd in de vaste collectie van het Stedelijk Museum van Amsterdam en het TextielMuseum in Tilburg. Ook werkt ze in opdracht voor diverse ministeries, gemeenten, bedrijven en particulieren.
Vertalingen van haar textielwerk naar de open ruimte zijn te vinden op bijvoorbeeld het Buikslotermeerplein en in het kunstwerk  Weefpatronen op het Gulden Winckelplantsoen, beide in Amsterdam.